# Ilha Montagu

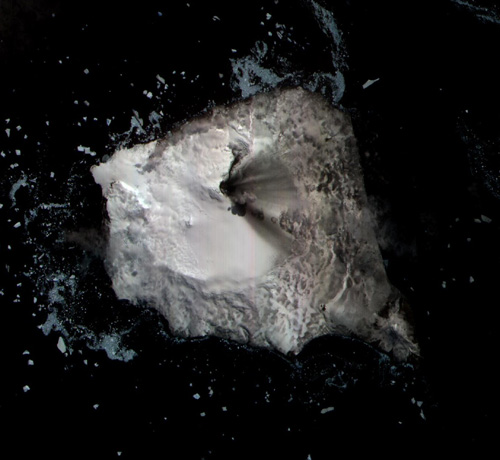
Fotografia da ilha Montagu, tirada por um satélite da NASA

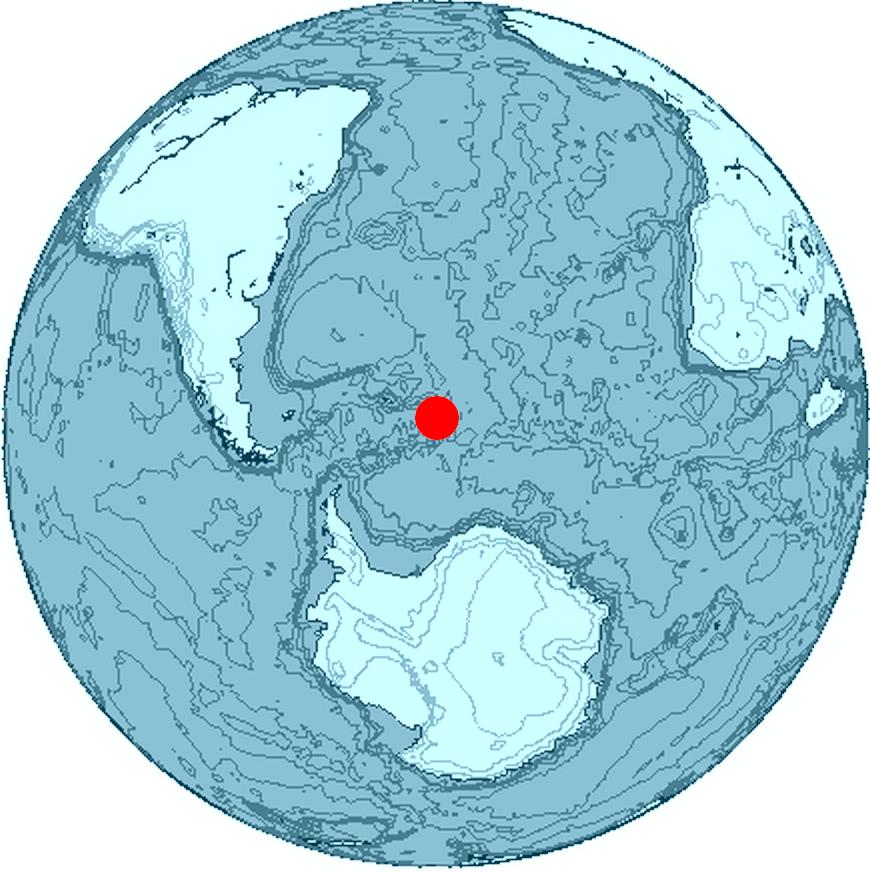
Localização da ilha Montagu

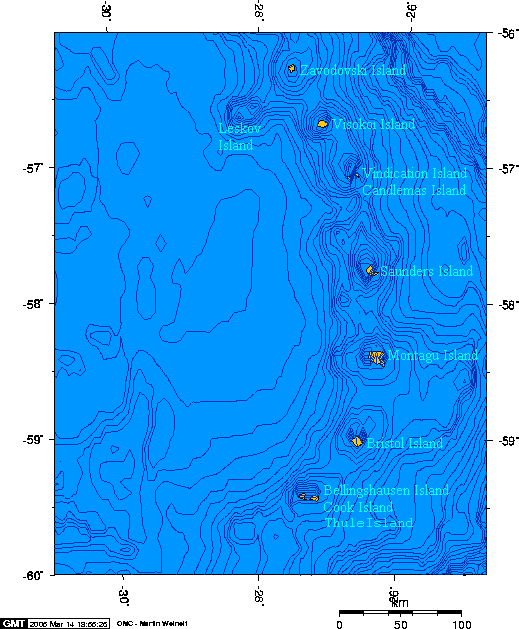
Ilhas Sandwich do Sul

A Ilha Montagu ou Ilha São Jorge (58° 25′ S, 26° 23′ O) é a maior de todas as ilhas pertencentes ao conglomerado das Ilhas Sandwich do Sul, e localiza-se no Mar de Weddell, um pouco distante da costa antártida.
A ilha, isolada e inabitada, mede aproximadamente 12 km por 10 km, com 90% de sua superfície coberta por gelo. O vulcão Monte Belinda é uma de suas características geográficas mais marcantes, elevando-se por 1 370 m acima do nível do mar. Até terem sido avistadas pelo British Antarctic Survey emissões fracas de cinza e se suspeitar de efusão de lava em 2003, pensava-se que o vulcão estaria inativo.
A ilha foi primeiramente avistada pelo capitão James Cook, em 1775, e seu nome foi dado em homenagem a John Montagu, 4º Conde de Sandwich.
Em novembro de 2005, imagens de satélite revelaram que uma erupção no Monte Belinda criou um rio de lava de 90 m, que escoou pelo lado norte da ilha. Esse acontecimento expandiu a área da ilha em 0,2 km² e proporcionou que fosse feita uma das primeiras observações científicas de erupções vulcânicas submersas em uma calota de gelo.